# Talpó d'Oregon
El talpó d'Oregon (Microtus oregon) és una espècie de talpó que es troba a Cascàdia, a l'oest de Nord-amèrica. Habita els boscos humits de la costa pacífica. És una espècie en risc mínim, és a dir, no sembla que hi hagi cap amenaça significativa per a la seva supervivència.